# Mögeldorf
Mögeldorf is een plaats in de Duitse gemeente Neurenberg, deelstaat Beieren, en telt 9421 inwoners (2005).